# Le Château à Toto

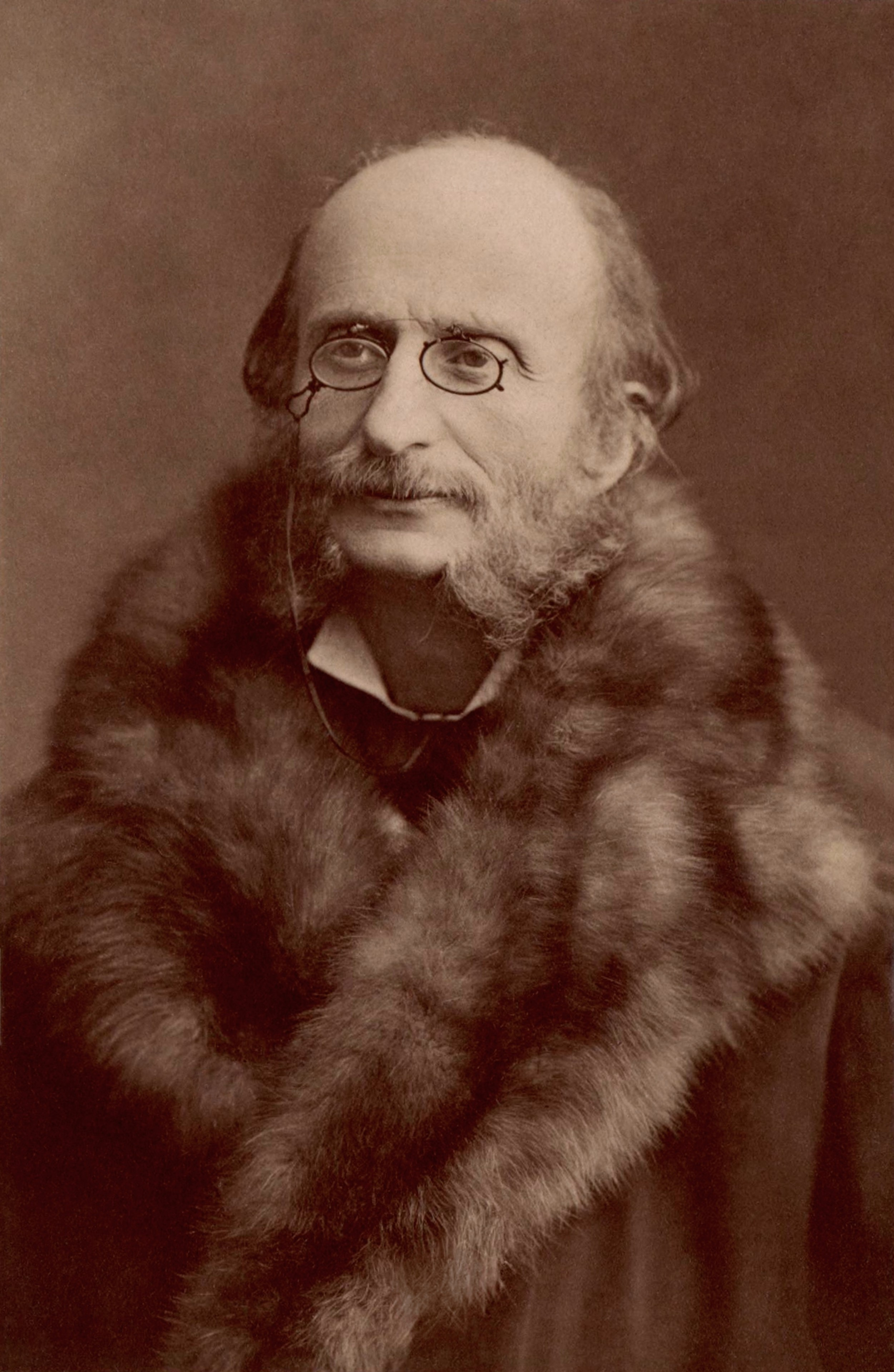
Jacques Offenbach

Le Château à Toto (Totos slott) är en opéra bouffe i tre akter med musik av Jacques Offenbach och libretto av Henri Meilhac och Ludovic Halévy från 1868.

## Historia
Offenbach påbörjade verket i januari 1868 under en vistelse i Nice; samtidigt som han höll på att komponera både Frihetsbröderna och Vert-Vert. Verket hade premiär den 6 maj 1868 på Théâtre du Palais-Royal i Paris men framgången kunde inte mätas med hans tidigare succé på samma teater: Pariserliv. Trots att Le Château à Toto innehöll flera enskilda verk av skiftande popularitet lades uppsättningen ned i slutet av juli.
Den 16 december 1868 sattes en tvåaktsversion upp på samma teater med Lucy Arbell som Toto men lades ned i slutet av året. Verket sattes även upp på Carltheater i Wien i februari 1869.

## Personer
| Roller                                    | Röststämma  | Premiärbesättning 6 maj 1868, (Dirigent: Jacques Offenbach) |
| ----------------------------------------- | ----------- | ----------------------------------------------------------- |
| Le Baron de Crécy-Crécy                   | baryton     | Gil-Pérès                                                   |
| Pitou                                     | tenor       | Jules Brasseur                                              |
| Maitre Massepain, notarie                 | baryton     | Hyacinthe                                                   |
| Raoul de la Pépinière, marquis            | tenor       | Lassouche                                                   |
| En gammal servitör                        | bas         | Vollet                                                      |
| Hector de la Roche-Trompette ‘Toto’       | sopran      | Zulma Bouffar                                               |
| Catherine                                 | mezzosopran | Alphonsine                                                  |
| Jeanne de Crécy-Crécy                     | sopran      | Worms                                                       |
| Blanche – ‘la Vicomtesse de la Farandole’ | mezzosopran | Paurelle                                                    |
| Niquette                                  | sopran      | Verne                                                       |
| Kör: Bönder                               |             |                                                             |

## Handling

### Akt 1
Hector de la Roche-Trompette, kallad 'Toto', har slösat bort sin förmögenhet på nöjen i Paris och återvänder hem för att sälja sitt fäderneshem. Grannen Baron Jean de Crécy-Crécy planerar att dra nytta av möjligheten och vinna den sekellånga fejden mellan ätterna Crécy-Crécys och Roche-Trompettes, och använda slottet som kennel och stall. Den lokale notarien Ernest Massepain ska handha auktionen. Toto anländer i sällskap med Marquis Raoul de la Pépinière och Vicomtesse de La Farandole för att bo på Catherines bondgård. Raoul fascineras av Catherine som hunsar sin beundrare Pitou. Toto blir rörd av den vänlighet han möter hos baronens dotter Jeanne.

### Akt 2
Vicomtesse (i verkligheten den enkla Blanche Taupier, en gång bonddotter i regionen) önskar köpa slottet. Crécy-Crécy bjuder så mycket han kan men både han och Vicomtesse blir överbjudna av den gamle generale Bougachard – en förklädd Pitou, till vilken Jeanne har givit sin hemgift för att övertrumfa fadern. Efter auktionen tappar Pitou förklädnaden och blir upptäckt. Han flyr till Catherines bondgård, där Toto, Raoul och Vicomtesse befinner sig. Han stöter på den lokala polisen (ingen mindre än Massepain, förklädd för att komma nära 'Vicomtesse').

### Akt 3
Baronen klär ut sig till brevbärare i syfte att uppvakta Vicomtesse. Medan Catherine finner Raoul alltför enkel för sin smak faller hon pladask för Pitou utklädd till snobb. Baronen demaskerar sig och ger dottern Jeanne tillåtelse att gifta sig med Toto, som hädanefter kommer kunna behålla sitt slott. Fadern får Vicomtesse till maka. Toto avsäger sig alla Parisnöjen och återvänder till det enkla lantlivet.